# Vollmer-Insel
Die Vollmer-Insel (oder auch Vollmer Island) ist eine rund 20 km lange, 14 km breite und eisbedeckte Insel vor der Saunders-Küste des westantarktischen Marie-Byrd-Lands. Sie liegt am Nordrand des Sulzberger-Schelfeises und etwa 11 km nordwestlich der Cronenwett-Insel im Marshall-Archipel.
Vermutlich wurde sie während der ersten Antarktisexpedition (1928–1930) des US-amerikanischen Polarforschers Richard Evelyn Byrd entdeckt und grob kartiert. Das Advisory Committee on Antarctic Names benannte sie 1966 nach Marineleutnant T. H. Vollmer, Ingenieur auf dem Eisbrecher Glacier vor der Küste des Marie-Byrd-Landes in den Jahren 1961 bis 1962.